# Икарис
Икарис (англ. Ikaris)  — персонаж, появляющийся в американских комиксах издательства Marvel Comics. Он впервые появился в Eternals #1 (Июль, 1976) и был создан Джеком Кирби. Икарис является представителем расы сверхлюдей, известных как Вечные.
Ричард Мэдден исполняет роль Икариса в фильме киновселенной Marvel «Вечные» (2021).

## История публикаций
Икарис впервые появился в Eternals #1 (Июль, 1976) и был придуман Джеком Кёрби.
Сценарист Нил Гейман и художник Джон Ромита-младший создали мини-серию 2006 года, с помощью которой донесли роль Вечных в современной вселенной Marvel. Изначально планировалось выпустить шесть номеров, однако затем серия была расширена до семи выпусков, поскольку, по словам редактора Ника Лоу: «История была слишком велика, чтобы вписаться в структуру, которую мы изначально запланировали. Во время написания пятого выпуска, Нил сказал мне, что возможно ему понадобится седьмой выпуск. У него было слишком много идей, чтобы уместить их в шесть номеров (несмотря на то, что первый и шестой выпуски были с большим количеством страниц)».
Также Икарис появляется в All-New Invader в качестве антагониста, будучи под контролем крии, использующих Шёпот Бога на нём.

## Альтернативные версии

### Marvel 2099
Альтернативная версия Икариса из будущего появляется во вселенной Marvel 2099. Он дебютирует в 2099: Manifest Destiny.

### The Eternal
В 2003 году Чак Остин написал серию The Eternal в рамках Marvel MAX, в которой рассказывалось о прибытии родителей Икариса на Землю (в этой версии Икаэден и Джеска), а также раскрывалась история рождения Икариса и его взросления на Земле.

## Вне комиксов

### Телевидение
- Икарис появляется в «Marvel Knights: Eternals», озвученный Тревором Деваллем[6].

### Киновселенная Marvel
- В апреле 2018 года Кевин Файги анонсировал, что студия разрабатывает фильм «Вечные», в котором Икарис и Серси должны были стать центральными персонажами[7][8]. В мае 2018 года Мэттью и Райан Фирпо были наняты для написания сценария к фильму[9]. К концу сентября Marvel наняла Хлою Чжао в качестве режиссёра картины[10]. Премьера состоялась 5 ноября 2021 года. Роль Икариса исполнил актёр Ричард Мэдден. По сюжету фильма, Икарис убивает Аяк, когда понимает, что та собирается воспротивиться плану Аришема по появлению нового Целестиала, рождение которого приведёт к уничтожению Земли. Он предаёт остальных Вечных, однако, в конечном итоге, оказывается не в состоянии убить Серси, к которой сохраняет чувства. Будучи не в силах простить себя, он подлетает к Солнцу, подобно своему тёзке из древнегреческой мифологии.

### Веб-сериал
- Икарис появляется в «MMO Marvel Heroes: Chronicles of Doom», озвученный Уолли Вингертом.